# J.C.Staff
J.C.STAFF Co., Ltd. (яп. 株式会社ジェー・シー・スタッフ, «Кабушікі-ґайшя Джей Ші Сутаффу») — японська анімаційна студія, заснована в січні 1986 року.

## Історія
Їх першим твором став трисерійний OVA-серіал «Sengoku Kidan Yotoden». Пізніше серіал був перемонтований в повнометражну стрічку, котра була видана в США під назвою «Wrath of the Ninja» («Гнів Ніндзя»). До 1997 року, студія займалася випуском авторських, не мавших великого успіху, OVA-серіалів та фільмів. Успіх та визнання прийшли до студії після випуску «Maze Megaburst Space» (подовженої версії попередніх OVA-серіалів) та популярного аніме-серіалу «Revolutionary Girl Utena», показаних на телеканалі TV Tokyo. З того часу студія перетворилася в одного з ключових гравців аніме-індустрії, випускаючи до восьми творів в рік і отримуючи доброзичливі відгуки від критиків та отаку.

## Аніме-серіали
| Назва                                                             | Початок показу    | Кінець показу   | Жанри                                                      | Кількість епізодів |
| ----------------------------------------------------------------- | ----------------- | --------------- | ---------------------------------------------------------- | ------------------ |
| Metal Fighter Miku                                                | 8 липня 1994      | 30 вересня 1994 | комедія, наукова фантастика, спорт                         | 13                 |
| Slayers                                                           | 7 квітня 1995     | 29 вересня 1995 | пригоди, фентезі                                           | 26                 |
| Touma Kijin Den Oni                                               | 5 жовтня 1995     | 21 березня 1996 | надприродне                                                | 25                 |
| Slayers Next                                                      | 4 квітня 1996     | 27 вересня 1996 | пригоди, фентезі,                                          | 26                 |
| Maze: The Mega-Burst Space                                        | 2 квітня 1997     | 24 вересня 1997 | меха, фентезі, бойовик, війна                              | 25                 |
| Revolutionary Girl Utena                                          | 2 квітня 1997     | 24 грудня 1997  | психологія, драма, махо-сьодзьо, юрі, романтика            | 39                 |
| Slayers Try                                                       | 4 квітня 1997     | 26 вересня 1997 | пригоди, фентезі,                                          | 26                 |
| Virus Buster Serge                                                | 2 жовтня 1997     | 19 грудня 1997  | пригоди, меха                                              | 12                 |
| Alice SOS                                                         | 6 квітня 1998     | 28 січня 1999   | пригоди                                                    | 14                 |
| Kare Kano                                                         | 2 жовтня 1998     | 23 березня 1999 | комедія-драма, романтика                                   | 26                 |
| Sorcerous Stabber Orphen: Begins                                  | 3 жовтня 1998     | 27 березня 1999 | пригоди, комедія, фентезі                                  | 24                 |
| If I See You in My Dreams                                         | 30 листопада 1998 | 24 грудня 1998  | романтика                                                  | 16                 |
| Iketeru Futari                                                    | 2 лютого 1999     | 26 лютого 1999  | комедія, романтика                                         | 16                 |
| Starship Girl Yamamoto Yohko (TV)                                 | 4 квітня 1999     | 26 вересня 1999 | бойовик, пригоди, наукова фантастика                       | 26                 |
| Sorcerous Stabber Orphen: Revenge                                 | 2 жовтня 1999     | 26 березня 2000 | пригоди, комедія, фентезі                                  | 23                 |
| Excel Saga                                                        | 7 жовтня 1999     | 30 березня 2000 | бойовик, пародія, наукова фантастика, комедія              | 26                 |
| UFO Baby                                                          | 28 березня 2000   | 26 лютого 2002  | романтична комедія, наукова фантастика                     | 78                 |
| Descendants of Darkness                                           | 2 жовтня 2000     | 18 грудня 2000  | окультний детектив, хоррор, надприродне                    | 13                 |
| Rune Soldier                                                      | 3 квітня 2001     | 18 вересня 2001 | пригоди, комедія, фентезі, магія, сьонен                   | 24                 |
| PaRappa the Rapper                                                | 14 квітня 2001    | 11 січня 2002   | комедія, бойовик, пригоди                                  | 30                 |
| A Little Snow Fairy Sugar                                         | 2 жовтня 2001     | 26 березня 2002 | комедія, фентезі, повсякденність                           | 24                 |
| Azumanga Daioh                                                    | 8 квітня 2002     | 30 вересня2002  | комедія, повсякденність                                    | 26                 |
| Ai Yori Aoshi                                                     | 11 квітня 2002    | 26 вересня 2002 | романтична комедія, драма, гарем                           | 24                 |
| Spiral: The Bonds of Reasoning                                    | 1 жовтня 2002     | 25 березня 2003 | детектив, комедія, романтика, трилер, трагедія             | 25                 |
| Nanaka 6/17                                                       | 8 січня 2003      | 26 березня 2003 | романтична комедія, драма, повсякденність                  | 12                 |
| Someday's Dreamers                                                | 9 січня 2003      | 27 березня 2003 | фентезі, драма, романтика                                  | 12                 |
| Gunparade March: The New March                                    | 5 червня 2003     | 21 серпня 2003  | бойовик, меха                                              | 12                 |
| Ikki Tousen: Battle Vixens                                        | 30 липня 2003     | 22 жовтня 2003  | бойовик, комедія                                           | 13                 |
| R.O.D -THE TV-                                                    | 1 жовтня 2003     | 16 березня 2004 | пригоди, комедія, наукове фентезі, надприродне             | 26                 |
| Shingetsutan Tsukihime                                            | 9 жовтня 2003     | 25 грудня 2003  | романтика, надприродне                                     | 12                 |
| Ai Yori Aoshi: Enishi                                             | 12 жовтня 2003    | 28 грудня 2003  | романтична комедія, драма, гарем                           | 12                 |
| Maburaho                                                          | 14 жовтня 2003    | 6 квітня 2004   | фентезі, гарем, комедія                                    | 24                 |
| Daphne in the Brilliant Blue                                      | 15 січня 2004     | 3 липня 2004    | комедія, наукова фантастика                                | 24                 |
| Doki Doki School Hours                                            | 4 квітня 2004     | 27 червня 2004  | комедія, старша школа, повсякденність                      | 13                 |
| Melody of Oblivion                                                | 6 квітня 2004     | 21 вересня 2004 | меха, психологія, сюрреалізм, хоррор                       | 24                 |
| Starship Operators                                                | 5 січня 2005      | 30 березня 2005 | драма, військова наукова фантастика, космічна опера        | 13                 |
| Mahoraba ~ Heartful Days ~                                        | 10 січня 2005     | 26 червня 2005  | комедія, драма, романтика                                  | 26                 |
| Starship Operators                                                | 5 січня 2005      | 30 березня 2005 | драма, військова наукова фантастика, космічна опера        | 13                 |
| Fushigiboshi no Futagohime                                        | 2 квітня 2005     | 25 березня 2006 | комедія, махо-сьодзьо, романтика, фентезі                  | 51                 |
| Best Student Council                                              | 6 квітня 2005     | 28 вересня 2005 | бойовик, комедія, повсякденність                           | 26                 |
| Loveless                                                          | 7 квітня 2005     | 30 червня 2005  | драма, фентезі, романтика, яой                             | 12                 |
| Honey and Clover                                                  | 14 квітня 2005    | 26 вересня 2005 | комедія-драма, романтика, повсякденність                   | 24                 |
| Oku-sama wa Mahō Shōjo: Bewitched Agnes                           | 4 липня 2005      | 25 вересня 2005 | махо-сьодзьо, комедія, романтика                           | 13                 |
| Shakugan no Shana                                                 | 6 жовтня 2005     | 23 березня 2006 | бойовик, драма, романтика, надприродне                     | 24                 |
| Karin                                                             | 3 листопада 2005  | 11 травня 2006  | романтична комедія, надприродне                            | 24                 |
| Yomigaeru Sora – Rescue Wings                                     | 8 січня 2006      | 26 березня 2006 | бойовик, пригоди, драма                                    | 13                 |
| Fushigiboshi no Futagohime Gyu!                                   | 1 квітня 2006     | 31 березня 2007 | комедія, махо-сьодзьо, романтика, фентезі                  | 52                 |
| Honey and Clover II                                               | 29 червня 2006    | 14 вересня 2006 | комедія-драма, романтика, повсякденність                   | 12                 |
| The Familiar of Zero                                              | 3 липня 2006      | 25 вересня 2006 | пригоди, фентезі, гарем, романтична комедія                | 13                 |
| Ghost Hunt                                                        | 3 жовтня 2006     | 27 березня 2007 | окультний детектив                                         | 25                 |
| Living for the Day After Tomorrow                                 | 5 жовтня 2006     | 21 грудня 2006  | драма, фентезі, романтика                                  | 12                 |
| Di Gi Charat                                                      | 22 грудня 2006    | 23 грудня 2006  | комедія, фентезі, наукова фантастика, романтика            | 2                  |
| Nodame Cantabile                                                  | 11 січня 2007     | 26 червня 2007  | повсякденність, романтична комедія, драма, класична музика | 23                 |
| Sky Girls                                                         | 5 липня 2007      | 11 січня 2008   | бойовик, драма, меха, військове                            | 26                 |
| Potemayo                                                          | 6 липня 2007      | 21 вересня 2007 | комедія                                                    | 12                 |
| The Familiar of Zero: Knight of the Twin Moons                    | 9 липня 2007      | 24 вересня 2007 | пригоди, фентезі, гарем, романтична комедія                | 12                 |
| Shakugan no Shana II                                              | 5 жовтня 2007     | 28 березня 2008 | бойовик, драма, романтика, надприродне                     | 24                 |
| KimiKiss: Pure Rouge                                              | 6 жовтня 2007     | 24 березня 2008 | драма, шкільне життя, романтика                            | 24                 |
| Sky Girls TV DVD Specials                                         | 13 листопада 2007 | 25 червня 2008  | комедія, меха, наукова фантастика, військове               | 9                  |
| Шіґофумі: Листи з потойбіччя                                      | 6 січня 2008      | 22 березня 2008 | драма, фентезі, психологічний трилер                       | 12                 |
| Nabari no Ou                                                      | 6 квітня 2008     | 28 вересня 2008 | бойовик, комедія, драма, надприродне                       | 26                 |
| Slayers Revolution                                                | 2 липня 2008      | 24 вересня 2008 | пригоди, фентезі,                                          | 13                 |
| The Familiar of Zero: Princesses of Rondo                         | 6 липня 2008      | 21 вересня 2008 | пригоди, фентезі, гарем, романтична комедія                | 12                 |
| Toradora!                                                         | 2 жовтня 2008     | 26 березня 2009 | драма, романтична комедія                                  | 25                 |
| To Aru Majutsu no Index                                           | 4 жовтня 2008     | 19 березня 2009 | бойовик, фентезі                                           | 24                 |
| Nodame Cantabile: Paris-Hen                                       | 9 жовтня 2008     | 18 грудня 2008  | повсякденність, романтична комедія, драма, класична музика | 11                 |
| Slayers Evolution-R                                               | 12 січня 2009     | 6 квітня 2009   | пригоди, фентезі,                                          | 13                 |
| Hayate the Combat Butler!!                                        | 3 квітня 2009     | 18 вересня 2009 | бойовик, гарем, пародія, романтична комедія                | 25                 |
| First Love Limited                                                | 11 квітня 2009    | 27 червня 2009  | романтична комедія                                         | 12                 |
| Sweet Blue Flowers                                                | 2 липня 2009      | 10 вересня 2009 | драма, романтика, юрі                                      | 11                 |
| Taishō бейсбол Girls                                              | 2 липня 2009      | 24 вересня 2009 | історичне, повсякденність, спорт (бейсбол)                 | 12                 |
| A Certain Scientific Railgun                                      | 3 жовтня 2009     | 20 березня 2010 | бойовик, комедія-драма, наукове фентезі                    | 24                 |
| Nodame Cantabile: Finale                                          | 14 січня 2010     | 25 березня 2010 | повсякденність, романтична комедія, драма, класична музика | 11                 |
| Maid Sama!                                                        | 1 квітня 2010     | 23 вересня 2010 | романтична комедія                                         | 26                 |
| The Betrayal Knows My Name                                        | 11 квітня 2010    | 19 вересня 2010 | пригоди, фентезі, драма                                    | 24                 |
| Okami-san and Her Seven Companions                                | 1 липня 2010      | 16 вересня 2010 | бойовик, романтична комедія                                | 12                 |
| Bakuman                                                           | 2 жовтня 2010     | 2 квітня 2011   | повсякденність, комедія-драма, романтика                   | 25                 |
| Otome Yōkai Zakuro                                                | 4 жовтня 2010     | 27 грудня 2010  | надприродне, історичне, романтика, комедія, бойовик        | 13                 |
| Tantei Opera Milky Holmes                                         | 7 жовтня 2010     | 23 грудня 2010  | детектив, комедія                                          | 12                 |
| To Aru Majutsu no Index II                                        | 8 жовтня 2010     | 1 квітня 2011   | бойовик, фентезі                                           | 24                 |
| Dream Eater Merry                                                 | 7 січня 2011      | 8 квітня 2011   | бойовик, фентезі, романтика                                | 13                 |
| Aria the Scarlet Ammo                                             | 14 квітня 2011    | 30 червня 2011  | бойовик, гарем, романтична комедія                         | 12                 |
| Heaven's Memo Pad                                                 | 2 липня 2011      | 24 вересня 2011 | містерія                                                   | 12                 |
| Twin Angel: Twinkle Paradise                                      | 5 липня 2011      | 20 вересня 2011 | махо-сьодзьо                                               | 12                 |
| Bakuman. 2                                                        | 1 жовтня 2011     | 24 березня 2012 | повсякденність, комедія-драма, романтика                   | 25                 |
| Kimi to Boku                                                      | 4 жовтня 2011     | 27 грудня 2011  | комедія, повсякденність                                    | 13                 |
| Shakugan no Shana III: Final                                      | 8 жовтня 2011     | 24 березня 2012 | бойовик, драма, романтика, надприродне                     | 24                 |
| Tantei Opera Milky Holmes: Act 2                                  | 5 січня 2012      | 22 березня 2012 | детектив, комедія                                          | 12                 |
| Kill Me Baby                                                      | 5 січня 2012      | 29 березня 2012 | комедія, повсякденність                                    | 13                 |
| The Familiar of Zero F                                            | 7 січня 2012      | 24 березня 2012 | пригоди, фентезі, гарем, романтична комедія                | 12                 |
| Waiting in the Summer                                             | 10 січня 2012     | 27 березня 2012 | драма, романтична комедія, наукова фантастика              | 12                 |
| Kimi to Boku 2                                                    | 3 квітня 2012     | 26 червня 2012  | комедія, повсякденність                                    | 13                 |
| La storia della Arcana Famiglia                                   | 1 липня 2012      | 16 вересня 2012 | бойовик, романтика, надприродне, реверс гарем              | 12                 |
| Joshiraku                                                         | 5 липня 2012      | 28 вересня 2012 | комедія, сатира                                            | 13                 |
| Bakuman. 3                                                        | 6 жовтня 2012     | 30 березня 2013 | повсякденність, комедія-драма, романтика                   | 25                 |
| Little Busters!                                                   | 6 жовтня 2012     | 6 квітня 2013   | драма, фентезі, романтика                                  | 26                 |
| The Pet Girl of Sakurasou                                         | 9 жовтня 2012     | 26 березня 2013 | драма, романтична комедія                                  | 24                 |
| A Certain Scientific Railgun S                                    | 12 квітня 2013    | 27 вересня 2013 | бойовик, комедія-драма, наукове фентезі                    | 24                 |
| Hentai Ōji to Warawanai Neko.                                     | 13 квітня 2013    | 29 червня 2013  | гарем, романтична комедія, надприродне                     | 12                 |
| Futari wa Milky Holmes                                            | 13 липня 2013     | 28 вересня 2013 | детектив, комедія                                          | 12                 |
| Golden Time                                                       | 3 жовтня 2013     | 27 березня 2014 | драма, романтична комедія                                  | 24                 |
| Little Busters! Refrain                                           | 5 жовтня 2013     | 28 грудня 2013  | драма, фентезі, романтика                                  | 13                 |
| Witch Craft Works                                                 | 5 січня 2014      | 23 березня 2014 | бойовик, комедія, фентезі, романтика                       | 12                 |
| selector infected WIXOSS                                          | 3 квітня 2014     | 19 червня 2014  | темне фентезі, психологія                                  | 12                 |
| Dai-Shogun - Great Revolution                                     | 9 квітня 2014     | 26 червня 2014  | бойовик, історичне, гарем                                  | 12                 |
| Magimoji Rurumo                                                   | 9 липня 2014      | 24 вересня 2014 | надприродне, буфонада                                      | 12                 |
| Love Stage!!                                                      | 9 липня 2014      | 10 вересня 2014 | романтична комедія, яой                                    | 10                 |
| selector spread WIXOSS                                            | 4 жовтня 2014     | 20 грудня 2014  | темне фентезі, психологія                                  | 12                 |
| Tantei Opera Milky Holmes TD                                      | 4 січня 2015      | 28 березня 2015 | детектив, комедія                                          | 12                 |
| Food wars!: Shokugeki no Soma                                     | 3 квітня 2015     | 25 вересня 2015 | комедія                                                    | 24                 |
| Is It Wrong to Try to Pick Up Girls in a Dungeon?                 | 3 квітня 2015     | 26 червня 2015  | фентезі, бойовик, комедія, романтика                       | 13                 |
| Shimoneta                                                         | 4 липня 2015      | 19 вересня 2015 | комедія                                                    | 12                 |
| Prison School                                                     | 10 липня 2015     | 25 вересня 2015 | комедія                                                    | 12                 |
| Heavy Object                                                      | 2 жовтня 2015     | 25 березня 2016 | бойовик, меха, наукова фантастика                          | 24                 |
| Flying Witch                                                      | 9 квітня 2016     | 25 червня 2016  | комедія, повсякденність, надприродне                       | 12                 |
| Food wars! Shokugeki no Soma: The Second Plate                    | 2 липня 2016      | 24 вересня 2016 | комедія                                                    | 13                 |
| The Disastrous Life of Saiki K.                                   | 4 липня 2016      | 26 грудня 2016  | комедія, повсякденність, надприродне                       | 120                |
| Taboo-Tattoo                                                      | 4 липня 2016      | 19 вересня 2016 | бойовик, пригоди                                           | 12                 |
| Amanchu!                                                          | 8 липня2016       | 22 вересня 2016 | комедія, школа, повсякденність                             | 12                 |
| Lostorage incited WIXOSS                                          | 8 жовтня 2016     | 24 грудня 2016  | гра, психологія                                            | 12                 |
| Urara Meirocho                                                    | 5 січня 2017      | 23 березня 2017 | комедія                                                    | 12                 |
| Minami Kamakura High School Girls Cycling Club                    | 6 січня 2017      | 25 березня 2017 | спорт                                                      | 12                 |
| Schoolgirl Strikers                                               | 7 січня 2017      | 1 квітня 2017   | наукова фантастика, школа                                  | 13                 |
| Alice & Zouroku                                                   | 2 квітня 2017     | 25 червня 2017  | фентезі                                                    | 12                 |
| Twin Angel Break                                                  | 7 квітня 2017     | 23 червня 2017  | махо-сьодзьо                                               | 12                 |
| Is It Wrong to Try to Pick Up Girls in a Dungeon?: Sword Oratoria | 14 квітня 2017    | 30 червня 2017  | фентезі, бойовик, комедія, романтика                       | 12                 |
| Vatican Miracle Examiner                                          | 7 липня 2017      | 22 вересня 2017 | надприродне, драма                                         | 12                 |
| UQ Holder!: Magister Negi Magi! 2                                 | 2 жовтня 2017     | 18 грудня 2017  | бойовик, наукова фантастика, магія, фентезі                | 12                 |
| Food wars! Shokugeki no Soma: The Third Plate                     | 3 жовтня 2017     | 24 червня 2018  | комедія                                                    | 24                 |
| Children of the Whales                                            | 8 жовтня 2017     | 24 грудня 2017  | наукова фантастика, драма, фентезі                         | 12                 |
| The Disastrous Life of Saiki K. 2                                 | 17 січня 2018     | 27 червня 2018  | комедія, повсякденність, надприродне                       | 24                 |
| Lostorage conflated WIXOSS                                        | 6 квітня 2018     | 22 червня 2018  | гра, психологія                                            | 12                 |
| Amanchu! Advance                                                  | 7 квітня 2018     | 23 червня 2018  | комедія, школа, повсякденність                             | 12                 |
| Last Period                                                       | 12 квітня 2018    | 28 червня 2018  | пригоди, фентезі, магія                                    | 12                 |
| Back Street Girls                                                 | 4 липня 2018      | 5 вересня 2018  | комедія                                                    | 10                 |
| Angels of Death                                                   | 6 липня 2018      | 21 вересня 2018 | хоррор                                                     | 12                 |
| Planet With                                                       | 8 липня2018       | 23 вересня 2018 | меха, психологія, чорна комедія                            | 12                 |
| Hi Score Girl                                                     | 13 липня 2018     | 28 вересня 2018 | романтична комедія                                         | 12                 |
| To Aru Majutsu no Index III                                       | 5 жовтня 2018     | TBA             | бойовик, фентезі                                           | 26                 |
| Han-Gyaku-Sei Million Arthur                                      | 25 жовтня 2018    | TBA             | бойовик, пригоди, фентезі                                  | 23                 |
| One Punch Man 2                                                   | квітень 2019      | TBA             | Superhero, бойовик, комедія                                | TBA                |

## Повнометражні аніме
| Назва                                                                 | Дата випуску   | Жанри                                  |
| --------------------------------------------------------------------- | -------------- | -------------------------------------- |
| Wrath of the Ninja                                                    | 27 травня 1989 | історичне фентезі                      |
| Gude Crest — The Emblem of Gude                                       | 23 червня 1990 | пригоди, фентезі                       |
| Darkside Blues                                                        | 8 жовтня 1994  | бойовик, фентезі, наукова фантастика   |
| Slayers The Motion Picture                                            | 5 серпня 1995  | пригоди, фентезі                       |
| Slayers Return                                                        | 3 серпня 1996  | пригоди, фентезі                       |
| Slayers Great                                                         | 2 серпня 1997  | пригоди, фентезі                       |
| Maze Bakunetsu Jikuu: Tenpen Kyoui no Giant                           | 25 квітня 1998 | меха, фентезі, бойовик, війна          |
| Slayers Gorgeous                                                      | 1 серпня 1998  | пригоди, фентезі                       |
| Adolescence of Utena                                                  | 14 серпня 1999 | пригоди, фентезі                       |
| Azumanga Daioh: The Very Short Movie                                  | 22 грудня 2001 | комедія, повсякденність                |
| Shakugan no Shana Movie                                               | 21 квітня 2007 | бойовик, драма, романтика, надприродне |
| A Certain Magical Index: The Movie – The Miracle of Endymion          | 23 лютого 2013 | бойовик, фентезі                       |
| Selector Destructed WIXOSS                                            | 13 лютого 2016 | темне фентезі, психологія              |
| Is It Wrong to Try to Pick Up Girls in a Dungeon?: Arrow of the Orion | 2019           | фентезі, бойовик, комедія, романтика   |
| Kud Wafter                                                            | Q4 2019        | драма, романтика                       |
| KonoSuba: The legend of Crimson                                       | 2019           | комедія, фентезі                       |

## OVA
| Назва                                                       | Початок виходу    | Кінець виходу     | Жанри                                                                  | Кількість епізодів |
| ----------------------------------------------------------- | ----------------- | ----------------- | ---------------------------------------------------------------------- | ------------------ |
| Elf 17                                                      | 14 січня 1987     | 14 січня 1987     | пригоди, комедія                                                       | 1                  |
| Yōtōden                                                     | 21 травня 1987    | 11 травня 1988    | історичне фентезі                                                      | 3                  |
| Kosuke and Rikimaru: Dragon of Konpei Island                | 23 вересня 1988   | 23 вересня 1988   | бойовик, пригоди, Super Power                                          | 1                  |
| Cleopatra DC                                                | 28 квітня 1989    | 24 травня 1991    | комедія, пригоди                                                       | 3                  |
| Blood Reign: Curse of the Yoma                              | 1 травня 1989     | 1 червня 1989     | пригоди, хоррор, надприродне                                           | 2                  |
| Earthian                                                    | 26 липня 1989     | 21 грудня 1996    | наукова фантастика                                                     | 4                  |
| 1+2=Paradise                                                | 23 лютого 1990    | 27 квітня 1990    | комедія, романтика, еччі                                               | 2                  |
| Guardian of Darkness                                        | 23 березня 1990   | 24 січня 1992     | хоррор, наукова фантастика                                             | 3                  |
| Osu!! Karate Bu                                             | 21 жовтня 1990    | 25 липня 1992     | бойовик, бойові мистецтва                                              | 4                  |
| The Heroic Legend of Arslan                                 | 17 серпня 1991    | 21 вересня 1995   | фентезі, пригоди, бойовик                                              | 6                  |
| Chō Bakumatsu сьонен Seiki Takamaru                         | 1 листопада 1991  | 20 грудня 1991    | бойовик, комедія, фентезі                                              | 2                  |
| Gensou Jotan Ellcia                                         | 23 жовтня 1992    | 23 вересня 1993   | пригоди, фентезі                                                       | 4                  |
| Neko Hiki no Ororane                                        | 26 листопада 1992 | 26 листопада 1992 | фентезі                                                                | 1                  |
| Apfelland Monogatari                                        | 12 грудня 1992    | 12 грудня 1992    | пригоди, драма, історичне                                              | 1                  |
| Super Dimension Century Orguss 02                           | 5 грудня 1993     | 25 квітня 1995    | пригоди, меха, військова наукова фантастика                            | 6                  |
| 8 Man After                                                 | 21 серпня 1993    | 22 листопада 1993 | наукова фантастика, бойовик, пригоди, драма                            | 4                  |
| New Dominion Tank Police                                    | 21 жовтня 1993    | 21 жовтня 1994    | комедія, наукова фантастика, кіберпанк                                 | 6                  |
| Konpeki no Kantai                                           | 1 грудня 1993     | 1 серпня 2003     | альтернативна історія                                                  | 32                 |
| Tokyo Revelation                                            | 21 квітня 1995    | 21 червня 1995    | бойовик, хоррор, наукова фантастика                                    | 2                  |
| I Shall Never Return                                        | 21 червня 1994    | 21 червня 1994    | яой                                                                    | 1                  |
| Captain Tsubasa: Holland Youth                              | 6 листопада 1994  | 6 листопада 1994  | спорт                                                                  | 1                  |
| Level C                                                     | 14 липня 1995     | 14 липня 1995     | яой                                                                    | 1                  |
| Galaxy Fraulein Yuna: Siren's Sadness                       | 21 вересня 1995   | 22 листопада 1995 | комедія, махо-сьодзьо, меха                                            | 2                  |
| Kodomo no Omocha (OVA)                                      | 16 грудня 1995    | 16 грудня 1995    | романтична комедія, драма                                              | 1                  |
| Starship Girl Yamamoto Yohko                                | 6 березня 1996    | 5 червня 1996     | бойовик, пригоди, наукова фантастика                                   | 3                  |
| Battle Arena Toshinden                                      | 21 червня 1996    | 21 серпня 1996    | бойові мистецтва                                                       | 2                  |
| Maze: The Mega-Burst Space OVA                              | 24 липня 1996     | 21 вересня 1996   | меха, фентезі, бойовик, війна                                          | 2                  |
| Slayers Special                                             | 25 липня 1996     | 25 травня 1997    | фентезі комедія                                                        | 3                  |
| Garzey's Wing                                               | 21 вересня 1996   | 9 квітня 1997     | фентезі, бойовик, романтика                                            | 3                  |
| Hurricane Polymar: Holy Blood                               | 21 вересня 1996   | 21 лютого 1997    | пригоди, наукова фантастика                                            | 2                  |
| Voltage Fighter Gowcaizer                                   | 27 вересня 1996   | 31 січня 1997     | бойовик, етті, бойові мистецтва, наукова фантастика, сьонен            | 3                  |
| Galaxy Fraulein Yuna: The Abyssal Fairy                     | 21 грудня 1996    | 21 травня 1997    | комедія, махо-сьодзьо, меха                                            | 3                  |
| Kyokujitsu no Kantai                                        | 21 лютого 1997    | 2002              | альтернативна історія                                                  | 15                 |
| Starship Girl Yamamoto Yohko II                             | 6 серпня 1997     | 22 грудня 1997    | бойовик, пригоди, наукова фантастика                                   | 3                  |
| Detatoko Princess                                           | 1 грудня 1997     | 21 травня 1998    | комедія, фентезі                                                       | 3                  |
| Slayers Excellent                                           | 25 жовтня 1998    | 25 березня 1999   | пригоди, комедія, фентезі                                              | 3                  |
| Cat Soup                                                    | 21 February 2001  | 21 February 2001  | комедія, деменція, психологія                                          | 1                  |
| Puni Puni Poemy                                             | 7 березня 2001    | 7 березня 2001    | пригоди, комедія, махо-сьодзьо, наукова фантастика, етті, пародія, юрі | 2                  |
| Alien Nine                                                  | 25 червня 2001    | 25 лютого 2002    | бойовик, біопанк, хоррор, наукова фантастика, трилер                   | 4                  |
| Armored Troopers J-Phoenix PF Lips Team                     | 12 травня 2002    | 26 лютого 2004    | комедія, меха                                                          | 3                  |
| Eiken                                                       | 25 червня 2003    | 23 червня 2004    | комедія, етті, гарем                                                   | 2                  |
| A Little Snow Fairy Sugar: Summer Special                   | 21 серпня 2003    | 28 серпня 2003    | комедія, фентезі, повсякденність                                       | 2                  |
| Doki Doki School Hours (OVA)                                | 4 серпня 2004     | 2 лютого 2005     | комедія, старша школа, повсякденність                                  | 7                  |
| Sky Girls                                                   | 25 серпня 2006    | 25 серпня 2006    | бойовик, драма, меха, військове                                        | 1                  |
| Shakugan no Shana SP                                        | 8 грудня 2006     | 8 грудня 2006     | бойовик, драма, романтика, надприродне                                 | 1                  |
| Shakugan no Shana S                                         | 23 жовтня 2009    | 29 вересня2010    | бойовик, драма, романтика, надприродне                                 | 4                  |
| Tantei Opera Milky Holmes Alternative                       | 25 серпня 2012    | 9 січня 2013      | детектив, комедія                                                      | 2                  |
| Kill Me Baby Super                                          | 16 жовтня 2013    | 16 жовтня 2013    | комедія, повсякденність                                                | 1                  |
| Little Busters! EX                                          | 29 січня 2014     | 30 липня 2014     | драма, фентезі, романтика                                              | 8                  |
| Kaitou Tenshi Twin Angel: Kyun Kyun☆Tokimeki Paradise!! OVA | 30 січня 2015     | 30 січня 2015     | махо-сьодзьо                                                           | 2                  |
| Food wars! Shokugeki no Soma                                | 4 липня 2016      | 4 липня 2016      | комедія                                                                | 1                  |

## ONA
| Title              | Дата випуску   | Жанри                   | Кількість епізодів |
| ------------------ | -------------- | ----------------------- | ------------------ |
| Azumanga Web Daioh | 28 грудня 2000 | комедія, повсякденність | 1                  |